# Angel Fire
Angel Fire es una villa ubicada en el condado de Colfax en el estado estadounidense de Nuevo México. En el Censo de 2010 tenía una población de 1216 habitantes y una densidad poblacional de 16,21 personas por km².

## Geografía
Angel Fire se encuentra ubicada en las coordenadas 36°22′57″N 105°14′11″O / 36.38250, -105.23639. Según la Oficina del Censo de los Estados Unidos, Angel Fire tiene una superficie total de 75.03 km², de la cual 74.92 km² corresponden a tierra firme y (0.14%) 0.11 km² es agua.

## Demografía
Según el censo de 2010, había 1216 personas residiendo en Angel Fire. La densidad de población era de 16,21 hab./km². De los 1216 habitantes, Angel Fire estaba compuesto por el 87.75% blancos, el 0.41% eran afroamericanos, el 0.9% eran amerindios, el 0.9% eran asiáticos, el 0.33% eran isleños del Pacífico, el 7.24% eran de otras razas y el 2.47% pertenecían a dos o más razas. Del total de la población el 17.35% eran hispanos o latinos de cualquier raza.